# John Murray Ø
John Murray Ø – niezamieszkana wyspa u północnych wybrzeży Grenlandii położona na Morzu Lincolna. Powierzchnia wyspy wynosi 120,9 km², a długość jej linii brzegowej to 43,1 km. Najwyższy punkt leży 799 m n.p.m.